# چاتاسوگ
چاتاسوگ (به مجاری:  Csataszög) یک منطقهٔ مسکونی در مجارستان است که در ناحیه سولنوک واقع شده‌است. چاتاسوگ ۱۱٫۲۱ کیلومتر مربع مساحت و ۲۹۴ نفر جمعیت دارد.